# Hôtel de Castillon
Ne pas confondre avec l'Hôtel Leblanc de Castillon, également à Aix
L'hôtel de Castillon, aussi appelé Boyer de Bandol, ou de Bruny de La Tour d’Aigues, ou d’Albertas, ou de Grasse est un hôtel particulier, situé au n° 23 rue Roux-Alphéran ainsi qu'au n° 16 rue Sallier, à Aix-en-Provence.

## Historique
L'Hôtel particulier fut bâti vers 1715 pour François de Boyer, seigneur de Bandol. Celui-ci le vendit ensuite au baron de la Tour d'Aigues, Mr François de Bruny; par la suite, la propriété passa à la famille d'Albertas puis au comte de Grasse.
C'est aujourd'hui une propriété privée divisée en appartements particuliers.

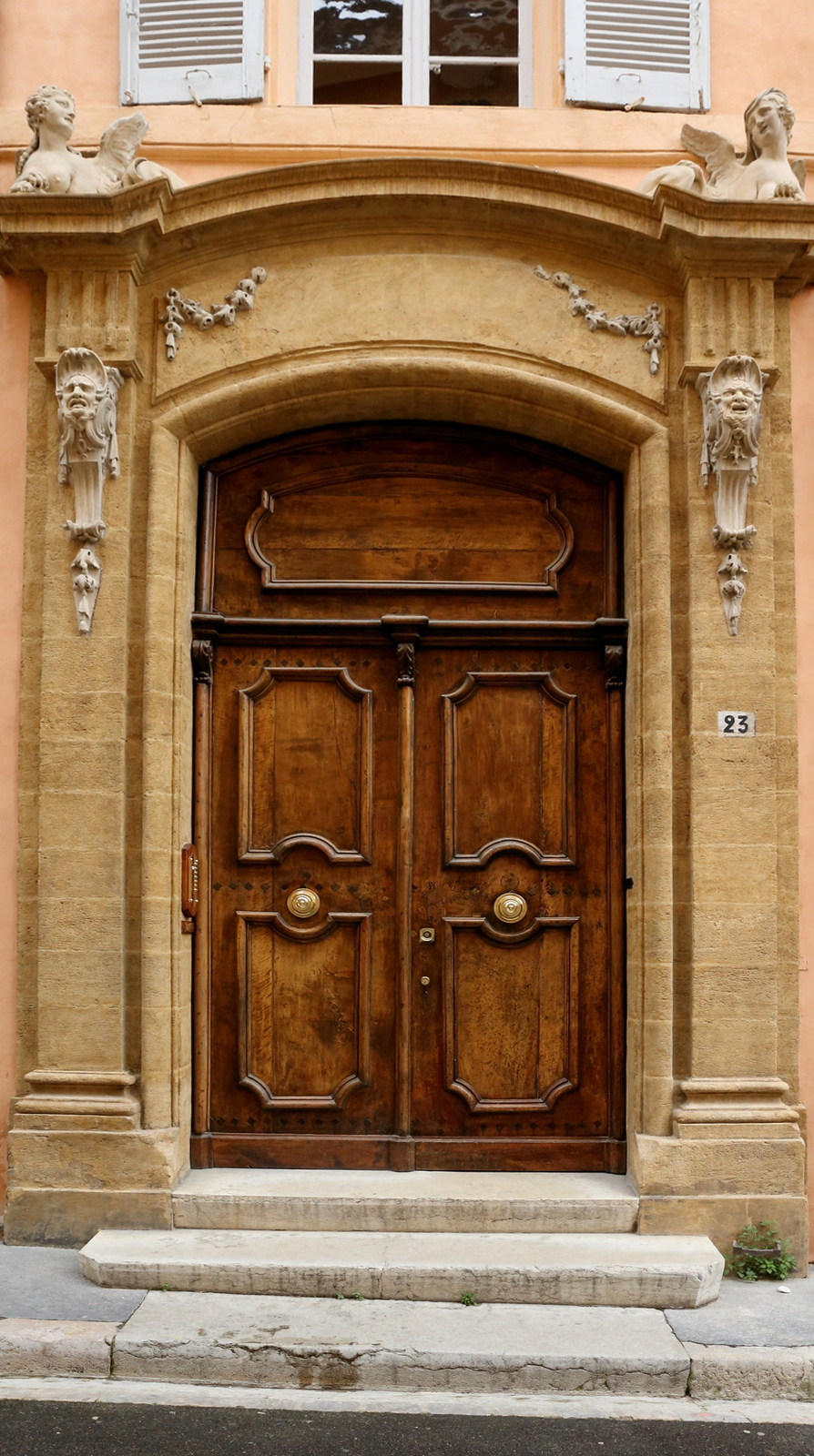
Porte d'entrée de l'Hôtel de Castillon (Aix)

## Architecture
La porte d'entrée est surmontée de deux sphinges sculptés d'époque Régence.
Les décorations du rez-de-chaussée sont remarquables notamment grâce aux portes du salon, qui comportent des trumeaux supportés par des sylphes ailés aux corps d'insectes.
Les fontaines du jardin sont attribuées au sculpteur toulonnais Toro. La fontaine centrale est ornée d'un groupe représentant un amour étreignant un dauphin.

## Commentaires
Le jardin, les fontaines, les communs, le mur de clôture et le décor intérieur sont inscrits et classés sur la liste des monuments historiques depuis 1990.